# Hercegnovi
Hercegnovi (črnogorska in srbska cirilica: Херцег Нови) je obalno mesto s skoraj 20.000 prebivalci v Črni gori, ki leži na vhodu v Bokokotorski zaliv in ob vznožju gore Orjen. Je upravno središče občine Hercegnovi s približno 33.000 prebivalci. Hercegnovi je bil med letoma 1482 in 1797, ko je bil del Osmanskega cesarstva in beneške Albanie Venete, znan kot Castelnuovo (novi grad v italijanščini). Bil je katoliška škofija in ostaja latinska naslovna škofija kot Novi. Hercegnovi je imel burno preteklost, čeprav je bil eno najmlajših naselij na Jadranu. Zgodovina raznolikih naselitev in okupacij je v mestu ustvarila mešanico raznolikega in slikovitega arhitekturnega sloga.

## Zgodovina
Arheološka najdišča s polotoka Luštica in Vranjajske jame kažejo prisotnost ljudi na tem območju že v kameni in zgodnji bronasti dobi. V 3. stoletju p. n. št. po zmagi nad Iliri je tem deželam vladala Rimska republika.
Po delitvi Rimskega cesarstva je to območje pripadlo Zahodnemu rimskemu cesarstvu. Po padcu slednjega je v teh regijah prevladoval Bizanc. Slovanska plemena so se na teh območjih začela naseljevati v 7. stoletju in sicer v času, ko so na tleh Bizanca nastajale prve župnije, ki so bile sprva odvisne od Bizanca, kasneje pa so postopoma pridobile neodvisnost in politično samostojnost. Na območju okoli današnjega Hercegnovega je nastala župnija Dračevica. Ta župnija je spadala med obalne župnije Travunije (poleg: Risanja, Konavli in Žrnovice). Dračevica je poimenovana po slovanski besedi drač (drobno, trnasto grmovje). Skozi župnijo je šla rimska cesta, ki se je od morja ločila po dolini Sutorine, proti Konavlom. Ožina Verige (Catena) v Boki Kotorski, ki je skrajšala pot od Duklje do Travunije, je bila na cesti med župnijo Dračevica in sosednjo župnijo Risan. Že v 10. stoletju je Dračevica izgubila neodvisnost in postala last zetskih knezov, nasledili pa so jih Nemanjići v 12. stoletju. Po smrti cesarja Dušana Nemanjića je Dračevici vladal vojvoda Vojislav Vojinović, za njim pa Balšići.
Prvo ime Hercegnovi je bil Sveti Stefan, ko je bilo ustanovljeno leta 1382 kot del Kraljevine Bosne v času vladavine bosanskega kralja  Tvrtka I. Kotromanića, ki ga je ustanovil v župniji Dračevič v zalivu Topalj. Tvrdkova želja je bila, da bi Kraljevina Bosna dobila svoje pristanišče, da bi bila komercialno neodvisna od Dubrovnika. Dubrovčani so zato blokirali mesto in prisilili Tvrdka, da prizna njihov monopol nad trgovino s soljo. Po vojvodovi smrti je naselje pridobil vojvoda Sandalj Hranič Kosaca. Mesto se že od nekdaj uspešno ukvarja s trgovino s soljo.
Njegovo sedanje ime, Hercegnovi, je mesto dobilo v času vladavine Sandaljevega bratranca, vojvode svetega Save Stefana Vukčića Kosača, ko je doživelo največji razcvet in razvoj. Turki so ga osvojili leta 1482 in s kratko prekinitvijo 1538–1539. ko so ga na kratko prevzeli Španci, vladali so mu več kot 200 let, do leta 1687.
Po tem so se na njegovih tleh izmenjavali različni narodi in civilizacije, kar je pustilo globoke sledi v zgodovini, kulturi in celotnem razvoju te regije. Po Turkih so mesto osvojili Benečani, ki so tu vladali do padca Beneške republike leta 1797. Od takrat so bile v Hercegnovem pogoste menjave uprave.
Po Campoformijskem miru leta 1797 so Avstrijci vladali do leta 1806, po njem pa so do leta 1807 prevzeli oblast Rusi, nato po določbah Tilsitskega miru, Napoleonova Francija, ki je vladala do leta 1814. V zelo kratkem obdobju 1813-1814 je mesto prevzela začasna vlada Črne gore in Boke Kotorske, toda od tega leta 1814 do 1918 je bilo mesto pod avstro-ogrsko oblastjo. Mesto in preostali del zaliva sta bila vključena v posest avstrijske krone.
Kraljevina Črna gora je poskušala osvojiti Boko Kotorsko med prvo svetovno vojno, ko jo je črnogorska vojska bombardirala iz Lovćena. Srbska vojska je zaliv osvobodila 7. novembra 1918. Potem je prišla združitev Srbov, Hrvatov in Slovencev v Kraljevino Srbov, Hrvatov in Slovencev, torej v Jugoslavijo. Po kapitulaciji Jugoslavije leta 1941 so mesto zasedli Italijani, sledili so Nemci do dokončne osvoboditve 28. oktobra 1944. V socialistični Jugoslaviji je mesto postalo del Ljudske republike Črne gore.

## Geografija
Hercegnovi je tudi središče istoimenske občine, ki se razprostira od mejnega prehoda Debeli brijeg do najožjega dela Boke Kotorske (300 m široke ožine Veriga), s skupno površino 235 km² in šteje približno 39.000 prebivalcev.
Geografske koordinate mesta so: 42 "27 'severne širine in 18" 33' vzhodne širine. Nad mestom se dvoga gora Orjen (1895 m, znana po endemičnih vrstah, rekreacijskih poteh in smučanju v pozni pomladi, včasih zgodaj poleti), hribih: Dobroštica (1570 m) in Radostak (1441 m) ter polotok Luštica z najvišjim vrhom Obosnik (586 m). Vhod v Bokokotorski zaliv je med rtoma Oštra in Mirište in je širok približno 2900 metrov. Povprečna globina zalivske vode je 27,8 metra, največja pa 61 metrov. Od leta 1997 je Boka Kotorska uradno vključena v Združenje 28 najlepših zalivov na svetu.

### Podnebje
Za regijo Boka Kotorska je značilno mediteransko podnebje s suhimi in toplimi poletji ter blagimi zimami. Hercegnovi ima specifično mikroklimo, ki je posledica odprtosti proti jugu, bližine morja, apnenčaste baze in gorskega zaledja, ki preprečuje prodiranje hladnih zračnih mas.
Hercegnovi ima približno 200 sončnih dni na leto. V juliju in avgustu je 11 dnevnih sončnih ur. Povprečna letna temperatura je 16,2 ° C. Pogoste so tudi manjše spremembe temperature; povprečna dnevna nihanja so le 4 ° C. Povprečna temperatura od maja do septembra je 25 ° C, kar omogoča, da plavalna sezona traja več kot 4 mesece, saj je povprečna temperatura morja visoka in se giblje med 22 ° C in 26 ° C.
Povprečna letna količina padavin je 1930 mm. Najvišja relativna vlažnost je jeseni in znaša 80 %. Najnižja relativna vlaga je poleti.

### Naselja
Baošići, Bijela, Bijelske Kruševice, Debeli Brijeg, Dobreč, Donji Klinci, Đenovići, Đurići, Gornji Klinci, Hercegnovi, Igalo, Jošice, Kamenari, Kameno, Klinci, Kruševice, Kumbor, Kuti, Luštica, Mamula, Meljine, Mojdež, Mokrine, Mirište (Mirišta), Njivice, Plava Špilja, Podi, Prijevor, Provodina, Radovanovići, Ratiševina, Ribarsko Selo, Rose, Sasovići, Savina, Sutorina, Sušćepan, Topla, Trebesinj, Ubli, Zelenika, Žanjic, Žanjice, Žlijebi. 

## Demografija
V Hercegnovem živi 10.156 odraslih, povprečna starost 38,7 let (37,5 za moške in 39,8 za ženske). V naselju je 4461 gospodinjstev, povprečno število članov pa je 2,85.
Prebivalstvo v tem naselju je zelo raznoliko, v zadnjih treh popisih prebivalstva pa je prišlo do povečanja.
| 1948 | 1953 | 1961 | 1971 | 1981 | 1991 | 2003  | 2011  | 2018 |
| г    | 2371 | 2926 | 3797 | 6705 | 8130 | 12739 | 19536 |      |

## Kultura
Bogata spomeniška dediščina na območju Hercegnovega je bila rezultat prodora različnih ljudstev in kultur, ki so se v svoji dolgi zgodovini tu zamenjale in trčile. 

### Samostani in cerkve
V občini Hercegnovi sakralni spomeniki zasedajo prvo mesto v nepremičnem spomeniškem skladu tega območja, ne le po številu, temveč tudi po teritorialni razširjenosti in kulturno-zgodovinski vrednosti. Od 342 nepremičnih kulturnih spomenikov na območju Črne gore jih je 89 v hercegovski občini. 
Samostan Savina se nahaja 2 km vzhodno od Hercegnovega v edinstvenem okolju sredozemskega rastlinja. Je eden najlepših primerov baročne arhitekture na Jadranu. Sestavljajo ga 3 cerkve: majhne cerkve sv. Sava (15. stoletje) na hribu, po katerem je poimenovana, majhne cerkve Marijinega vnebovzetja (15. stoletje - po nekaterih virih se je gradnja te cerkve začela v 11. stoletju) in velika cerkev Marijinega vnebovzetja (zgradil jo je znameniti arhitekt Nikola Foretik - Korčulanec v 18. stoletju). Velika cerkev Marijinega vnebovzetja je bila zgrajena med letoma 1777 do 1799. Največja vrednost te cerkve je ikonostas, ki sta ga leta 1797 izdelala mojster Simeon Lazović in njegov sin Aleksije iz Bijelega Polja. V zakladnici samostana so izjemno dragoceni predmeti - razstavni eksponati: kristalni križ sv. Save iz 13. stoletja, plašč iz leta 1642, srebrna posoda iz leta 1648, kivot samostana Tvrdos iz leta 1615, evangelij iz leta 1685, edinstven portret ruskega carja Petra Velikega.
Cerkev sv. nadangela Mihaela na današnjem glavnem trgu Starega mesta, Trg Hercega Stjepana - popularno imenovan tudi Belavista - je eden draguljev bokokotorskih znamenitosti, predvsem zaradi svojega arhitekturnega in umetniškega dela. Zgrajena je bila v treh slogih: bizantinskem, baročnem in neogotskem na koncu 19. stoletja - leta 1900. 
Cerkev svetega Jeronima tudi v starem mestnem jedru, na trgu Mica Pavlovič, zgrajena leta 1856. Na mestu te cerkve je bila v 17. stoletju posvečena katoliška župnijska cerkev, posvečena sv. Jeronimu, zavetniku mesta. Ta cerkev je bila porušena v 19. stoletju in na istem mestu postavljena obstoječa, veliko bolj prostorna in večja. V obstoječi cerkvi so postavljena dela enega največjih baročnih slikarjev Tripa Kokolja iz Perasta.
Cerkev svetega Leopolda Mandića stoji poleg cerkve svetega Jeronima, in je bila zgrajena po naročilu Jeronima Cornerja eno leto po tem, ko so Benečani prevzeli mesto. Danes je cerkev posvečena Leopoldu Mandiću, ki se je rodil v Hercegnovem in ga je leta 1983 kanoniziral papež Janez Pavel II..
Cerkev svete Ane stoji na Savini, zgrajena je bila v času turške vladavine v 16. stoletju. Povečali so jo Španci, torej plemiška družina Don Ferantea Gonzaga. Štirikrat so ga porušili in obnovili. Na istem kraju je bila leta 1985 zgrajena nova cerkev, ki je pripadala župnijski cerkvi Sv. Jeronima. 
Cerkev svetega Jurija na Toplah, ki so jo zgradili takoj po zasedbi mesta Benečani in obnovili leta 1848. Cerkev ima izjemno dragoceno italo-kretsko okroglo ikono Sv. Petra in Pavla iz 16. stoletja.
Cerkev Svetega Odrešenika na Topli. Gradnja te cerkve se je začela leta 1709, poleg cerkve svetega Jurija, gradnja cerkve pa je bila dokončana leta 1713. Današnji videz je dobila leta 1864, ko je bila obnovljen skoraj od tal. V notranjosti cerkve so izjemno dragoceni predmeti, ki so jih tej cerkvi darovali znani ljudje. Nad to in cerkvijo sv. Jurija je župnijsko pokopališče, zraven pa celica (s spominsko ploščo), na kateri je Josip Tropović poučeval Petra Petroviča Njegoša.
Katoliška cerkev sv. Antona leži v zahodnem predmestju mesta, samostan, ki so ga Španci postavili leta 1687 med krajšim vladanjem. Cerkev izvira iz leta 1710 in je posvečena čudodelniku sv. Antonu iz Padove. Današnji izgled samostana je dobil leta 1790.

### Trdnjave
Španjel je bil postavljen med turško vladavino v 15. in 16. stoletju, poimenovan pa je bil po Špancih, ki so sodelovali pri njegovi gradnji med njihovo enoletno vladavino.
Stolp Kanli izhaja iz turškega obdobja (16. stoletje), bil je zapor (od tod tudi njegovo ime v turščini in pomeni 'krvavi stolp'), leta 1966 pa so ga preuredili v eno najlepših poletnih gledališč na Jadranu z več kot 1000 sedeži.
Stolpna ura (stolp Sahat-Tora) je bil postavljen leta 1667 po ukazu sultana Mahmuda.
Kula sv. Jeronima je bila postavljena leta 1687 v čast Jeromu Kornerju, osvajalcu mesta.
Forte Mare ('morska trdnjava') je bila zgrajena med 14. in 17. stoletjem, obnovljena leta 1833, od leta 1952 pa preurejena v poletni kino, kasneje v diskoteko.
Citadela je bila trdnjava, ki se nahaja na morju, obzidje pa je bilo povezano s spodnjim mestom. Stolp s steno je bil zgrajen v času beneške vladavine. Trdnjava je bila med potresom leta 1979 skoraj popolnoma porušena, danes pa so bolj v morju kot na kopnem le ostanki obzidja. 

## Pobratena mesta
Hercegnovi je pobraten z:
| - Barletta, Italija - Guglionesi, Italija - Smederevo, Srbija - Čajetina, Srbija - Kotor Varoš, Bosna in Hercegovina | - Zemun, Srbija - Levanger, Norveška - Kranj, Slovenija - Bitola, Severna Makedonija - Jagodina, Srbija |